# Maldivas nos Jogos Olímpicos
As Maldivas participaram pela primeira vez dos Jogos Olímpicos em 1988, e têm enviado atletas para participarem de todas as edições dos Jogos Olímpicos de Verão desde então. A nação nunca participou dos Jogos Olímpicos de Inverno.
Até 2008, as Maldivas nunca ganharam medalhas olímpicas.
O Comitê Olímpico Nacional das Maldivas foi criado em 1985 e reconhecido pelo COI no mesmo ano.